# Altstadt (Marktbreit)

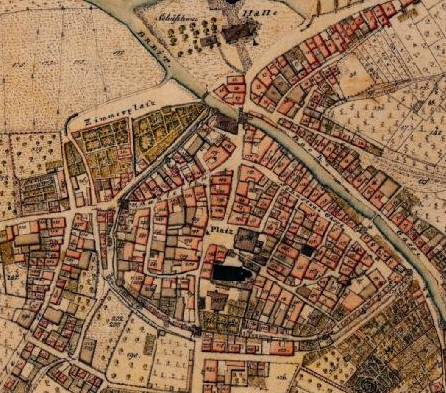
Die Marktbreiter Altstadt auf dem bayerischen Urkataster aus dem Jahr 1825

Die mittelalterliche und frühneuzeitliche Altstadt im unterfränkischen Marktbreit ist der historische Siedlungskern der Stadt. Sie steht in der Ummauerung des 16. Jahrhunderts sowohl als Ensemble als auch als Bodendenkmal unter Denkmalschutz. Teil des Ensembles ist auch die außerhalb der Mauern liegende Bachgasse. Die dynamische Entwicklung der Handelsstadt im 18. und 19. Jahrhundert führte zur Anlage mehrerer Vorstädte, die den Stadtkern umgeben.

## Geografische Lage
Marktbreit liegt an der Grenze mehrerer Naturräume, die das charakteristische Erscheinungsbild der Altstadt mitprägten. Von Südosten nähert sich der sogenannte Ifftalbereich mit seinen tief eingeschnittenen Bachtälern des Breitbaches und des Steingrabens. Bei Marktbreit mündet der Breitbach in den Main, wo sich das Gelände zum sogenannten Würzburg-Ochsenfurter-Maintalbschnitt im Mittleren Maintal weitet. Im Südwesten begrenzen die Erhebungen der Ochsenfurter Gäuflächen den Bereich der Altstadt. Im Norden ragt die Mainbernheimer Ebene des Steigerwaldvorlandes bis in die Gemarkung.
Die Altstadt ist heute nahezu auf allen Seiten von Neubaugebieten umgeben. Bereits auf frühneuzeitliche Ausbauphasen gehen die Buheleiten-Vorstadt im Westen (um die Ochsenfurter Straße/Ecke Buheleite) und die Steigvorstadt im Süden (die Verlängerung der heutigen Bahnhofstraße) zurück. Hier ist seit 1566 auch der städtische Friedhof zu finden. Aus dem 19. Jahrhundert stammt die Häuserzeile entlang der Mainstraße, die ein eigenständiges Bauensemble bildet. Das Ensemble Altstadt Marktbreit wird von der Ummauerung der frühneuzeitlichen Stadtbefestigung begrenzt. Im Nordosten wird die historisch bedeutsame Siedlung entlang der heutigen Bachgasse ins Ensemble mit einbezogen.

## Geschichte

### Von „Broite“ zu „Niedernbreit“
Die Stadt Marktbreit bzw. ihre Vorgängersiedlung ist eine recht späte Gründung. Während man zunächst die Hochterrassen nördlich und südlich der heutigen Stadt besiedelte, wuchsen entlang der Breitbachmündung lange Zeit noch Auwälder. Erst im 11. Jahrhundert erfasste die Rodungswelle auch dieses Areal. In einer Sage wurden zwölf bäuerliche Leibeigene ausgemacht, die die Urzelle der Siedlung etablierten, wobei jeder von ihnen 15 Morgen von der Obrigkeit erhielt und Ackerbau betreiben durfte. Erstmals urkundlich erwähnt wurde die Doppelsiedlung „Broite et Broite“ erst in den 1260er Jahren.
Entlang der Breitbachfurt verliefen zwei alte Verkehrswege: Zum einen bestand eine Landverbindung mit dem Fernziel Regensburg und eine Fähre, die von den Bewohnern des rechtsmainischen Segnitz betrieben wurde. Die neue Siedlung wuchs am Rande der Hochwasserzone des Mains. Das spätere Marktbreit war wohl in seiner Frühzeit lange Teil des staufischen Reichslandes. Der Kern der späteren Stadt entstand links und rechts des Breitbachs, wo sich die Straßen nach Würzburg-(Markt-)Steft bzw. Willanzheim-(Obern-)Breit bündelten. Zusätzlich ließen sich jenseits der Bachfurt, „Am Stutz“ die Fischer- und Schiffer nieder.
Die Kernsiedlung erlebte bald einen Ausbau, vor allem der Holzhandel auf dem Main spielte hierfür eine große Rolle. Schnell übernahm das vordere Breit eine Verteilerfunktion für das Pfahlholz der Weinberge. Im Laufe des Mittelalters erhoben deshalb mehrere Adelsgeschlechter Anspruch auf die wachsende Siedlung, die ab dem 14. Jahrhundert zur Unterscheidung von Obernbreit Niedernbreit genannt wurde. So sind die Herren von Hohenlohe, die ansbachischen Zollern, die Brauneck und die Grafen zu Castell hier nachgewiesen.

### Aus „Niedernbreit“ wird Marktbreit
Bereits 1324 wurde die kleine Kapelle im Süden der Ansiedlung von der Pfarrei Ochsenfurt getrennt und stieg zu einer Pfarrkirche auf. Die spätere Nikolaikirche stand auf einem überschwemmungsfreien Platz und war mit einer Wehrmauer umgeben. Zusätzlich wurde 1480 erstmals ein Rathaus direkt über dem Breitbach erwähnt. Die drei Siedlungskerne Fischerviertel, „Ursiedlung“ und Kirchenbezirk wurden ab 1409 und 1451 in zwei Verkäufen anderer Geschlechter von den Herren von Seinsheim erworben. Der neue Dorfherr richtete an der Stelle des späteren Schlosses einen Hof ein. 1498 erhielt Niedernbreit das Stapelrecht, was zu einem weiteren wirtschaftlichen Aufschwung führte.
Am Übergang von Mittelalter und Früher Neuzeit erwarb die Linie von Seinsheim-Hohenkottenheim die aufstrebende Siedlung. 1553 wurden die im Südosten der Siedlung lebenden Juden verbannt, an der Stelle ihrer Wohnstätten errichtete man den seckendorff’schen Edelmannshof. Das Geschlecht von Seckendorff besaß ebenfalls Rechte im Ort. Am 29. Oktober 1557 konnte der Kaiserliche Rat Georg Ludwig von Seinsheim-Hohenkottenheim das Marktrecht für seine Siedlung erwerben. Georg Ludwig lebte ab den 1570er Jahren dauerhaft in Niedernbreit und gab den Auftrag zum Rathausneubau und zur Erweiterung der St. Nikolai-Kirche.
Parallel umgab man die Siedlung nun mit einer Befestigung aus Bruchstein. Die ältesten Elemente gehen noch auf das 15. Jahrhundert zurück, während man 1529/1530 den Kirchenbezirk in die Ummauerung mit einbezog. 1561 wurde der Flurersturm gedeckt. Lediglich entlang der Flussseite bestand nur eine Häuserwehr. 1600 stellte man das repräsentative Maintor fertig. Im Zuge der Baumaßnahmen erhielt insbesondere der südliche Ortsbereich um die Steiggasse (heutige Bahnhofstraße) neue Zentralität. Um 1600 hatte die Marktbreiter Altstadt ihr heutiges Erscheinungsbild erhalten.
Im Zuge der Markterhebung zogen immer mehr Menschen zu. Unter anderem entstand in der Marktsiedlung nun auch ein Waaghaus. Bereits 1551 hatte man in Marktbreit die Reformation eingeführt und die Nikolaikirche in ein evangelisches Gotteshaus umgewandelt. Zu Beginn des 17. Jahrhunderts wurde der Aufstieg jäh unterbrochen, als die Siedlung wegen einer Schuldverschreibung des Johann Erkinger von Seinsheim in die Acht geriet. Erst 1613 konnte sich der Ort durch einen Kompromiss aus dieser Situation befreien.
Im Dreißigjährigen Krieg profitierte Marktbreit zunächst von der Aufnahme vieler heimatlos gewordener Exulanten. 1629 wurde der Markt allerdings von der Pest heimgesucht. Kurz nach der Schlacht bei Nördlingen plünderten am 10. September 1634 die zuvor siegreichen kaiserlich-katholischen Truppen unter Ottavio Piccolomini Marktbreit und verwüsteten es nahezu vollständig. Kurze Zeit gelang es dem katholischen Hochstift Würzburg nun die Siedlung in seinen Herrschaftsbereich einzugliedern. Am Ende des Krieges war die heutige Altstadt weitgehend dem Erdboden gleichgemacht und musste in den folgenden Jahrzehnten wieder aufgebaut werden.

### Handelsstadt und Stadterhebung
Im Jahr 1643 gelangte Marktbreit an die mit den Herren von Seinsheim verwandten Schwarzenberg. Allerdings erhoben auch das Hochstift Würzburg und die Herren von Seckendorff Anspruch auf Anteile an der Dorfherrschaft. Erst 1661 gelang es den Schwarzenbergern die Siedlung endgültig in ihren Herrschaftsbereich einzugliedern. In der Folgezeit wurde Marktbreit zu einem Handelsort ausgebaut, wobei der eigentlich katholische Dorfherr mit Toleranz über die evangelischen Untertanen herrschte. 1673 wurde allerdings Marktbreit im Holländischen Krieg von den Kanonen des Feldmarschalls Montecuccoli beschossen.

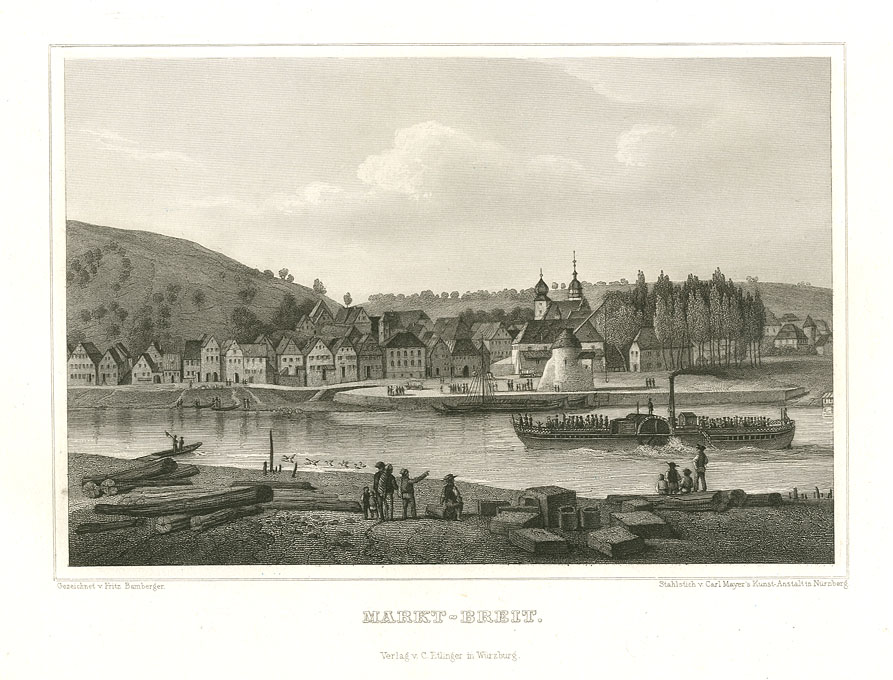
Marktbreit auf einem Stahlstich von 1847

Zu Beginn des 18. Jahrhunderts investierte die Marktgemeinde in den Ausbau ihres Flusshafens. Diese Maßnahmen führten zu weiterem Bevölkerungswachstum. Lebten 1660 noch etwa 1200 Menschen in Marktbreit, war die Bevölkerung bis 1740 auf ungefähr 1800 angewachsen. Die am Fluss angelandeten Güter wurden auf dem Marktplatz der Stadt vor dem Rathaus gehandelt. Seit 1635 durften sich auch wieder Menschen jüdischen Glaubens in der Stadt ansiedeln. Sie erhielten 1717 die Erlaubnis eine neue Synagoge am oberen Markt in unmittelbarer Nachbarschaft zum Schloss zu errichten.
Im beginnenden 18. Jahrhundert entstanden auch die bis heute prägenden Handelshäuser entlang der Marktstraße. Zugleich nahm auch der Zuzug von Menschen katholischen Glaubens zu. Allerdings war dem Marktbreiter Fernhandel nur eine kurze Blüte beschieden. Im Siebenjährigen Krieg wurde Marktbreit mehrfach geplündert. Ähnlich wie 1643 wirkten die Zerstörungen auch aufrissverändernd für die Altstadt, die mit dem Wiederaufbau verdichtet wurde. Mit der Handelsorientierung nahm die zentralörtliche Bedeutung Marktbreits zu, sodass der Marktort bereits im 18. Jahrhundert als „Stadt“ bezeichnet wurde.
Nach dem Übergang an Bayern wurde Marktbreit, aufgrund der geringen Bevölkerungszahl, zunächst als Marktflecken geführt. Erst am 18. Juli 1819 erfolgte die Stadterhebung. In der Folgezeit kam es wiederum zu einem starken Zuzug in den Ort. Zusammen mit dem zunehmenden Verkehr bereitete diese Entwicklung der Stadt Probleme. Insbesondere die Stadtbefestigung musste in der Folge weichen. Die Überbauung der Gräben führte zu weiterer Verdichtung. Ab 1846 entstand östlich des seckendorff’schen Edelmannshofs die katholische Kirche.
Im Zuge der Reichsgründung 1871 setzte ein neuer Bauboom ein, der eng mit dem Export des Marktbreiter Muschelkalks zusammenhing. In der Folge entstand in der Altstadt die Städtische Handelsschule. 1876 gründete sich ein Verschönerungsverein, der sich um die Verzierung von Straßen und Plätzen bemühte. Die Altstadt behielt ihr frühneuzeitliches Erscheinungsbild. Weitere Abrisse historischer Bausubstanz konnte durch den Verschönerungsverein unterbunden werden.
Am Ende des Zweiten Weltkriegs rückten die Amerikaner von Ochsenfurt aus nach Marktbreit vor. Im Ort kam es zu Widerstandshandlungen, sodass Marktbreit drei Tage lang bombardiert wurde. Hierdurch entstand ein großer Schaden, der auch die Altstadt betraf. In den 1950er Jahren begann der Wiederaufbau. Erst in den 1950er Jahren wurden erste Wohngebiete um die Altstadt ausgewiesen. Heute zieht die Marktbreiter Altstadt und ihre Vorstädte Touristen an, wobei sich das Zentrum vom Rathaus und der Marktstraße zum Schloßplatz verlagert hat.

## Straßen und Plätze
Die Marktbreiter Altstadt ist in vier historische Teile geteilt, die sich in ihrem Grundriss stark voneinander unterscheiden. Ältester Bereich ist das Areal um die Marktstraße mit dem Rathaus. Diese „Ursiedlung“ erstreckt sich auch auf die andere Seite des Breitbaches. Jünger ist dagegen die Schiffer- und Fischersiedlung außerhalb der ehemaligen Befestigung entlang der Bachgasse. Sie korrespondiert mit der Ausbausiedlung auf der anderen Bachseite, dem sogenannten Pförtleinsviertel um die Schustergasse. Der Kirchenbezirk und der Schlossplatz bilden ein weiteres Zentrum der Altstadt. Noch im 19. Jahrhundert waren lediglich die wichtigsten Straßen im Stadtkern von Marktbreit benannt. Heute wird die Altstadt von 14 Straßen gebildet:

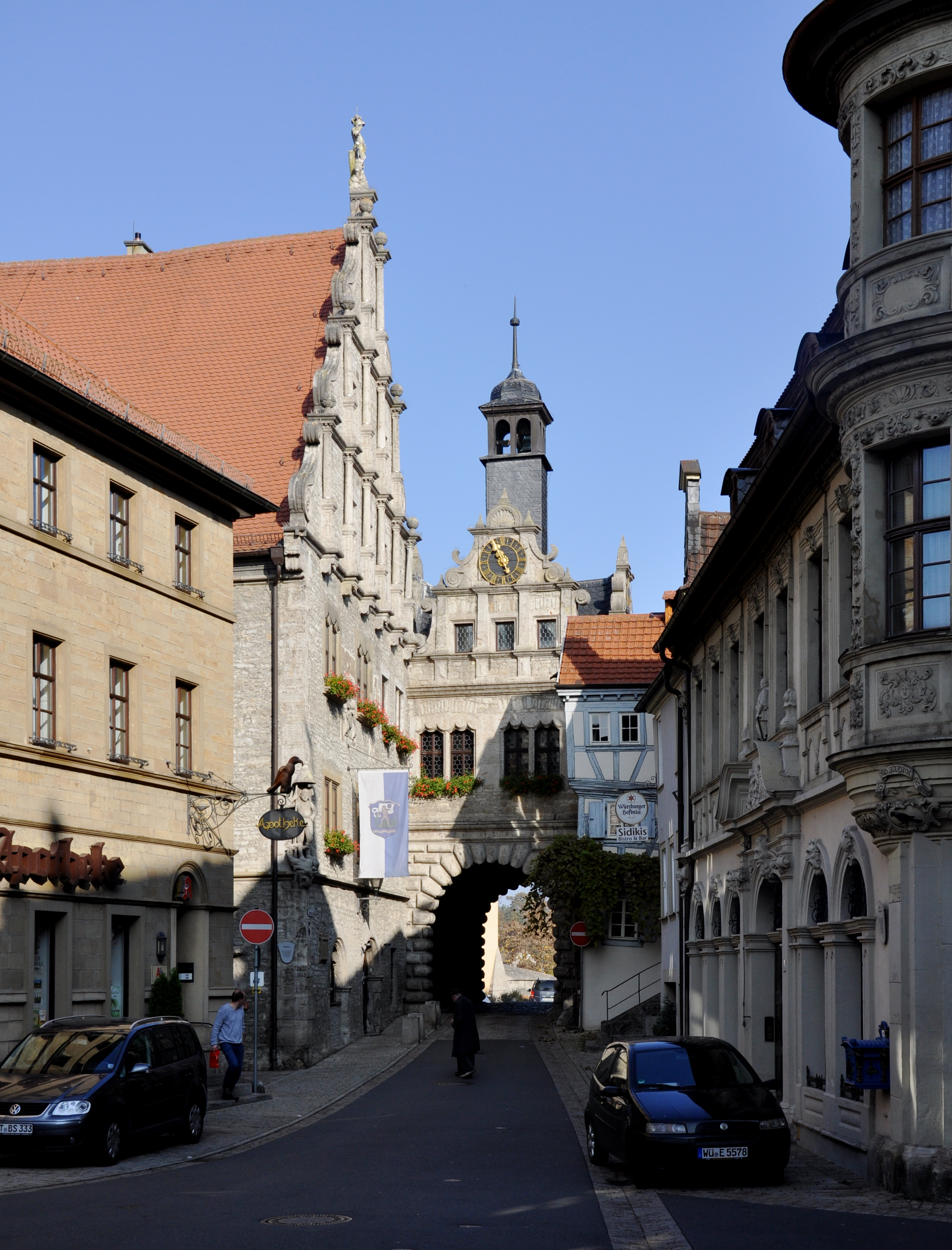
Das Rathaus und das Maintor im Norden der „Ursiedlung“ Marktbreits

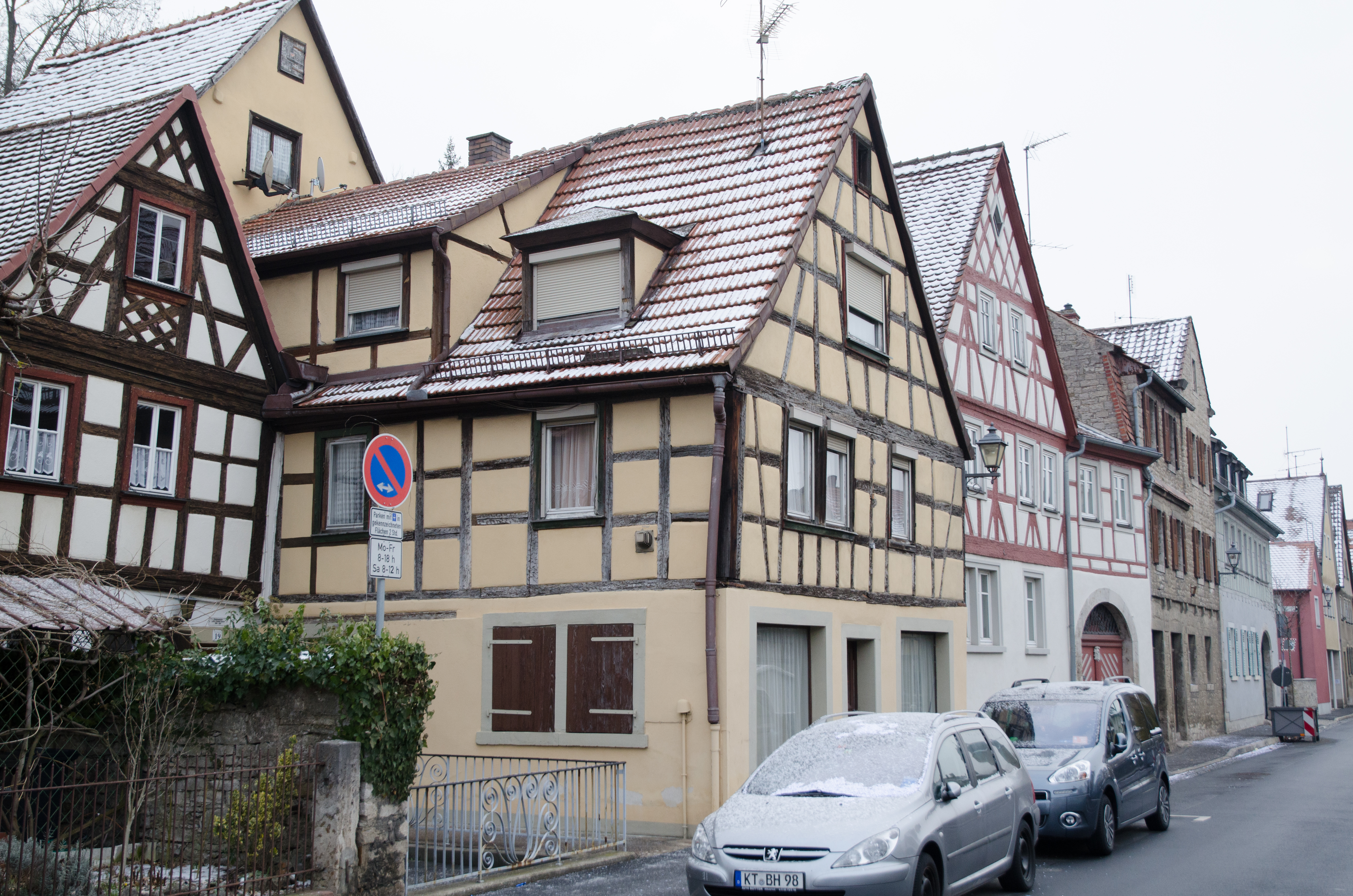
Häuser in der Bachgasse

| - Am Stegturm - Bachgasse (1825 Bach-Gasse) - Bahnhofstraße (bis Nr. 7) - Lange Gasse - Marktstraße - Obere Rosmaringasse - Ochsenfurter Straße (bis Nr. 24, 1825 Buhleiten) |  | - Pfarrgasse - Pförtleinsgasse - Plochmanngasse - Schloßgasse - Schloßplatz (1825 Platz) - Schustergasse - Untere Rosmaringasse |  |

### „Ursiedlung“
Das Zentrum der Siedlung entstand im äußersten Norden der heutigen Altstadt. Hier bildete der historische Weg von Ochsenfurt mit der Straße in das südliche Hinterland eine Weggabelung. Bereits im Mittelalter entstand in diesem Gebiet das Rathaus, das zunächst wohl den Breitbachübergang beherrschte und infolge der Markterhebung 1557 an die heutige Stelle unmittelbar südwestlich des Baches verlegt wurde. Bereits im 15. Jahrhundert umwallte man diesen Kernbereich der Siedlung, später wurden hier die repräsentativsten Befestigungselemente errichtet.
Der Kern der Altstadt war auch in späteren Jahrhunderten einem ständigen Wandel unterworfen. Während der gesamten Frühen Neuzeit hindurch wurde entlang der Marktstraße, vom Maintor bis zum Schloßplatz, der für die Handelsstadt so wichtige Markt abgehalten. Entlang der späteren Ochsenfurter Straße entstanden zunächst Gasthöfe. Der Dreißigjährige Krieg veränderte insbesondere diesen Kern grundlegend. Die kleinteilige, spätmittelalterliche Struktur machte raumgreifenden Straßenzügen Platz.
Mit dem Aufschwung des Handels im 18. Jahrhundert ging eine Verbürgerlichung einzelner Gebäude einher. Im Stadtkern entstanden nun auch Villen für die großen Handelsfamilien, die Handwerker und Dienstboten wurden mit ihren Angehörigen in die Vorstädte gedrängt. Bemerkenswert ist, dass nun auch der eigentlich aus der Befestigung ausgeschlossene Bereich vor dem Maintor, im Frühmittelalter allerdings schon besiedelt, in die Bebauung mit einbezogen wurde. Erst nach der Stadterhebung 1819 wurden die Straßen im Kern von Marktbreit befestigt und gepflastert.

### Bachgasse und Pförtleinsviertel

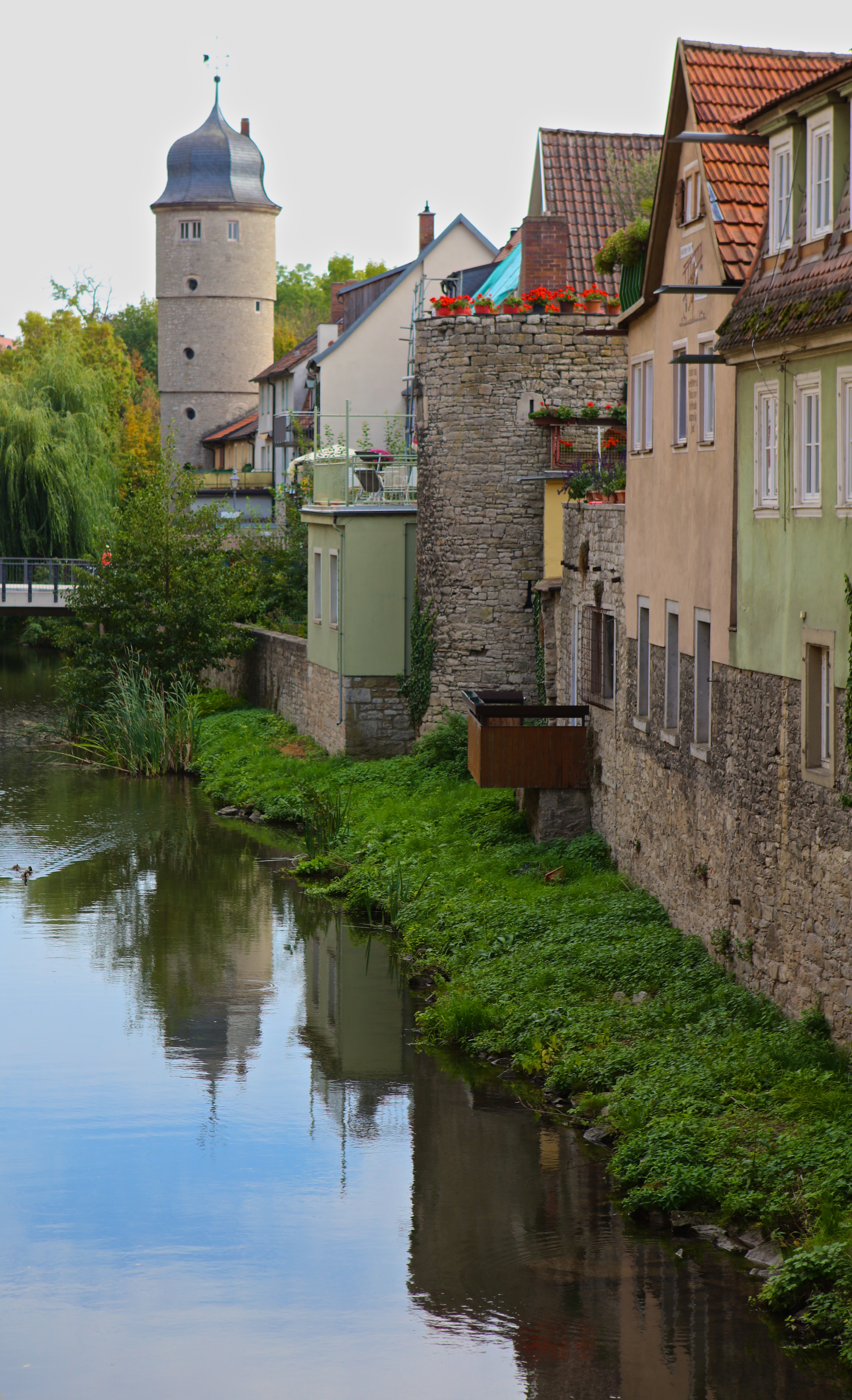
Die Stadtmauer entlang des Breitbaches mit dem Weißen Turm

Zusammen mit der Kernsiedlung auf der Südseite des Breitbaches entstand die sogenannte Bachgasse auf der gegenüberliegenden Flussseite. Das Zentrum dieses von Fischern und Schiffern bewohnten Viertels war zunächst die heutigen Straße „Am Stutz“ unterhalb der bereits in vor- und frühgeschichtlicher Zeit bewohnten Höhenzüge im Norden der Stadt. Die Fischersiedlung entlang des Baches wuchs zusammen mit der Kernstadt, behielt aber ihren unterbürgerlichen Charakter.
Im Zuge der Befestigung von Marktbreit im 16. Jahrhundert blieben die sozial schwachen Fischer und ihre Familien, sowie die hier lebenden Häcker, kleinere Weinbauern, von der schützenden Stadtmauer ausgeschlossen. Grund hierfür waren vor allem technische Schwierigkeiten, weil nach der komplizierten Überwindung des Baches bereits der steile Berganstieg folgte. Die Siedlung „unter dem Buk“ blieb aber immer eng mit der Altstadt verbunden, vor allem durch einen Steg, der ins sogenannte Pförtleinsviertel führte.
Das Pförtleinsviertel (auch Pförtleins-Viertel) liegt zwischen den heutigen Straßenzügen Schustergasse und Pfarrgasse. Hier entstand im Zuge der Markterhebung eine regelmäßigere Plansiedlung. Entlang der Schustergasse wird das Areal mit Straßen in Form eines regelmäßigen Leitersystems mit abzweigenden Gassen erschlossen. Die namensgebenden Schuster, die hier ebenso siedelten, wie weitere Händler, suchten die Nähe zu den Gerbern, die zwischen Markt- und Obernbreit ganz im Osten der Siedlung lebten. Erst im 19. Jahrhundert wuchsen Bachgasse und Pförtleinsviertel durch eine Brücke enger zusammen.

### Kirchenbezirk und Schlossplatz
Der Süden der Altstadt wird vom älteren Kirchenbezirk und vom jüngeren Schlossplatz eingenommen. Die Nikolauskapelle bildete zunächst einen eigenständigen Bereich, der, anders als die „Ursiedlung“ bereits früh mit einer Wehrmauer umgeben wurde. So entstand eine Kirchenburg, die von Wohnungen für den Lehrer und der Rüstkammer umgeben war. Im Zuge des Befestigungsausbaus bezog man auch den Kirchenbezirk in die Ummauerung mit ein. Die sogenannte Steiggasse, die heutige Bahnhofstraße, blieb im Osten kirchliches Gebiet. Im Westen entstanden Lagerhallen und Stallungen.
Das Umfeld des Kirchenbezirks war lange Zeit sehr uneinheitlich und ständigen Änderungen unterworfen. Im Norden errichtete man in den 1580er Jahren das Schloss für den Dorfherren. Dem repräsentativen Bau war ein Platz, der sogenannte Obere Markt, vorgelagert, der niemals die Funktionen der Marktstraße übernahm. Im Süden der Kirche wurde im 19. Jahrhundert auf den ehemaligen Gräben die katholische Ludwigskirche, die heute mit ihrem Dachreiter ebenfalls das Stadtbild prägt.

## Bedeutende Baudenkmäler

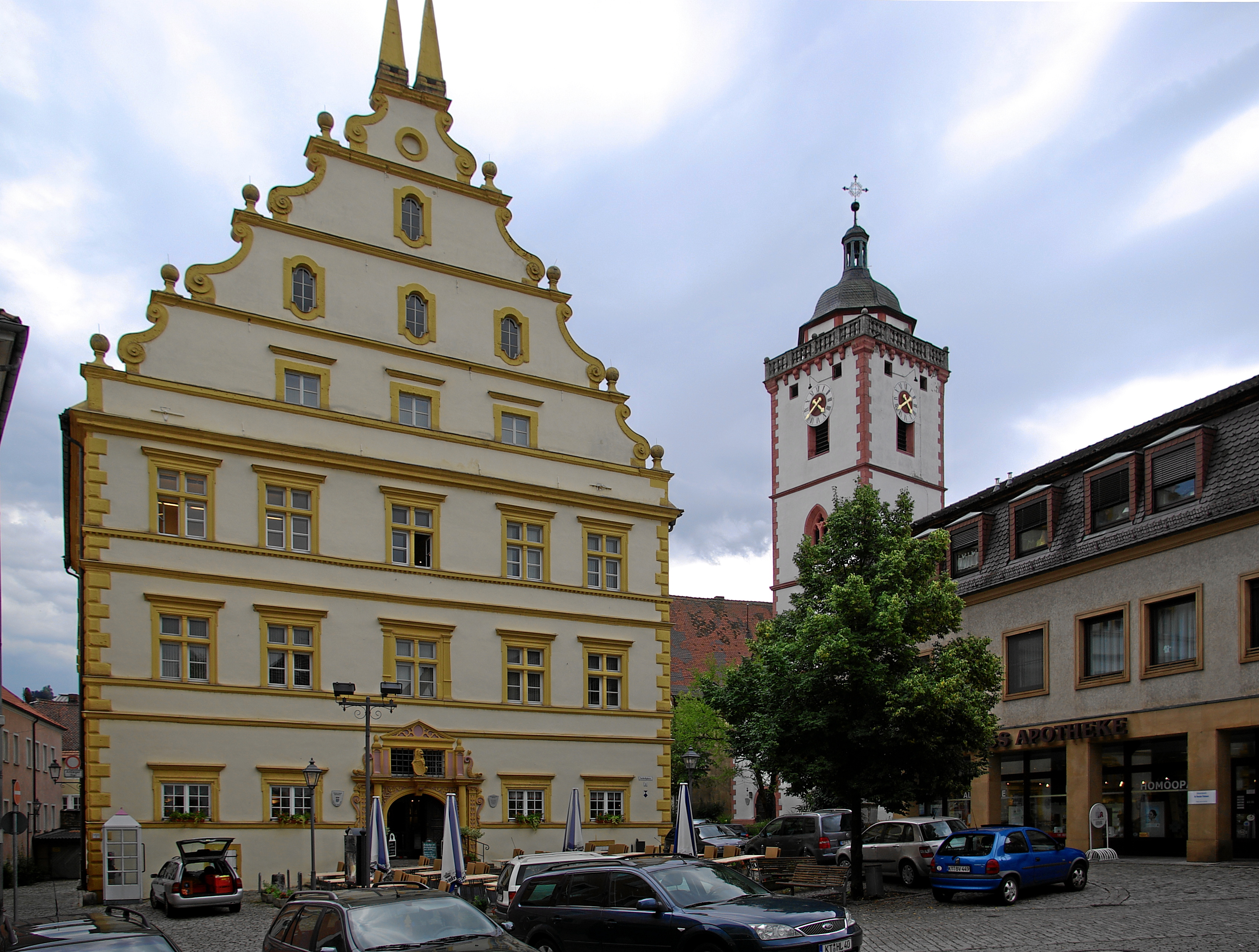
Schloss und Nicolaikirche im Süden der Altstadt

In der Marktbreiter Altstadt haben sich Baulichkeiten aus nahezu allen Jahrhunderten seit dem Mittelalter erhalten, wobei die meisten Bauten der Frühen Neuzeit entstammen. Viele ältere Bauwerke sind heute als Baudenkmäler eingeordnet, allerdings wurde nur ein Bruchteil der Gebäude in der Altstadt unter Schutz gestellt. Die Denkmäler verteilen sich nahezu gleichmäßig über den Stadtkern, lediglich um das Rathaus entlang der historischen Marktstraße kann eine Traditionsinsel ausgemacht werden.
Die jahrhundertelange Ausrichtung auf den Handel prägte auch die Baulichkeiten in Marktbreit. Anders als in vielen anderen mainfränkischen Kleinstädten entstanden Stadtvillen und Bürgerhäuser mit der typischen, sehr differenzierten Zimmeraufteilung im Inneren. Die meisten Gebäude wurden im Zuge des Wiederaufbaus nach dem Dreißigjährigen Krieg errichtet, sodass ein Großteil dem 18. Jahrhundert entstammt. Insbesondere in den Seitengassen haben sich viele schlichtere Baulichkeiten erhalten.
Das südliche Zentrum der Siedlung bildet die evangelisch-lutherische Pfarrkirche St. Nicolai. Sie geht bereits auf eine Kapelle aus dem 13. Jahrhundert zurück. Im Jahr 1567 wurde die Kirche erweitert, kurz zuvor hatte man die neue Konfession angenommen. Bis 1596 folgte der Ausbau zur heutigen Größe. Besonders markant ist der Chorturm mit seiner steinernen Turmgalerie von 1712. Im Inneren hat sich eine sogenannte Armenbibel aus dem 17. Jahrhundert erhalten, die wichtige Szenen aus dem Alten und Neuen Testament zusammenstellt. → siehe auch: St. Nicolai (Marktbreit)
Ganz im Norden der Siedlung entstand das Rathaus. In seiner heutigen Form entstand es ebenfalls im Zuge der Markterhebung im 16. Jahrhundert. Das Marktbreiter Rathaus präsentiert sich als dreigeschossiger, unverputzter Bruchsteinbau der Renaissance. Das Rathaus war ein Multifunktionsbau, in dem Theaterveranstaltungen ebenso stattfanden, wie die Sitzungen des Rates. Im Erdgeschoss waren lange Zeit Laubengänge zu finden, wo Händler ihre Waren anpreisen konnten. → siehe auch: Rathaus (Marktbreit)

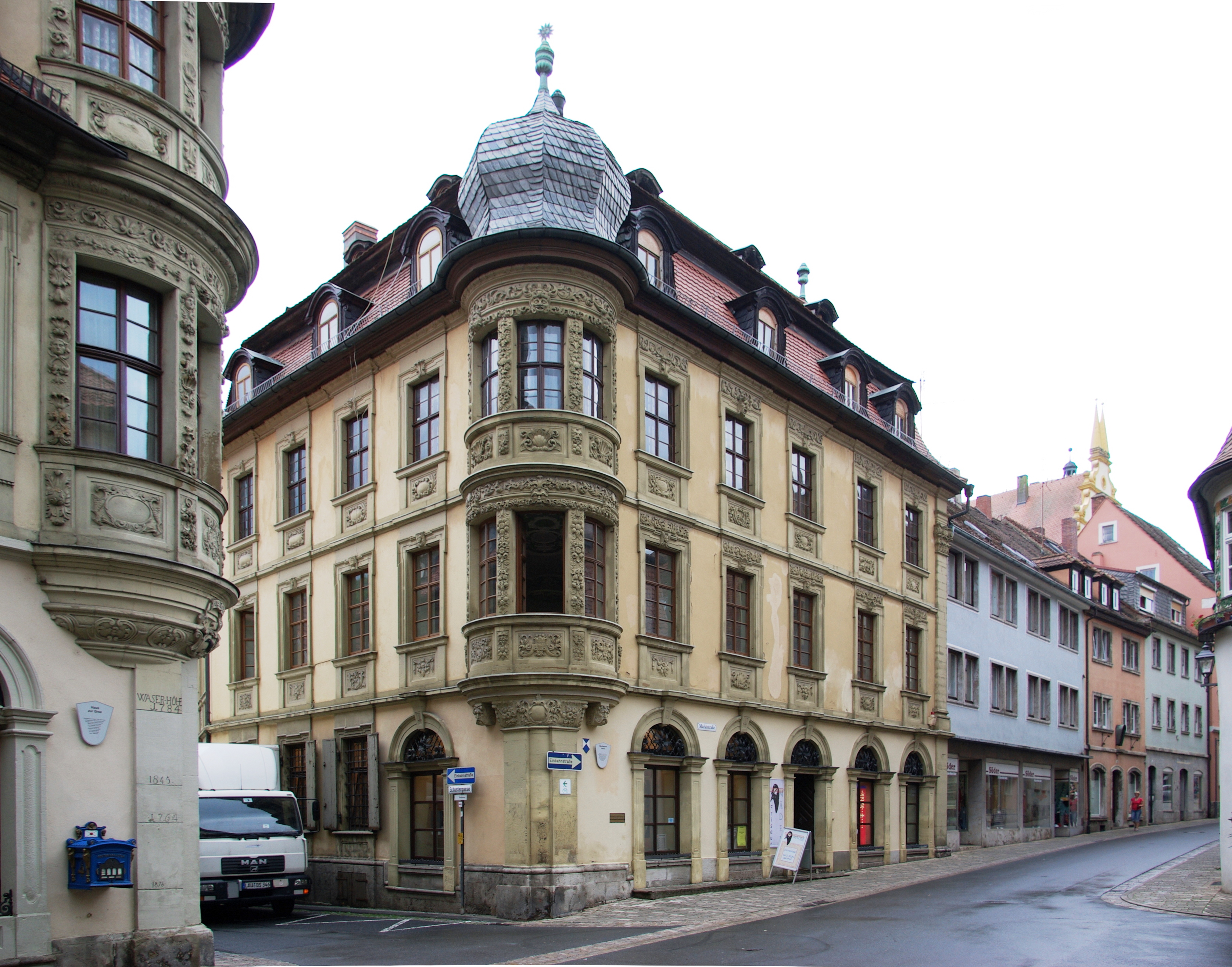
Das sogenannte Wertheimer-Haus, ihm gegenüber steht das Haus zur Groe

Das Rathaus bildet ein Bauensemble mit der umgebenden Stadtbefestigung aus dem 16. Jahrhundert. Rückseitig stößt der sogenannte Schwarze Turm an den Verwaltungsbau, das Maintor ist rechts vom Rathaus zu finden. Die Befestigung war ein wichtiges Element, um das gewonnene Selbstbewusstsein der Bürgerschaft nach der Stadterhebung in Architektur umzuwandeln. Die Stadtmauer besaß eine Höhe von etwa sechs Metern, an jeder Mauerecke entstand ein Rundturm. Dem zunehmenden Verkehr mussten im 19. Jahrhundert das südliche Steigtor, das Buchleitentor und das „Pförtlein“ im Osten weichen.
Repräsentative Einzelbauten sind über das Stadtgebiet verteilt. Markantestes Gebäude ist das Schloss am nach ihm benannten Platz. Es wurde in den 1580er Jahren von den Herren von Seinsheim errichtet. Zunächst residierten die Dorfherren hier. Mit dem Übergang an die Schwarzenberg wurde es in ein reines Amtsschloss umgewandelt. Das Schloss besitzt einen annähernd quadratischen Grundriss und weist drei Geschosse auf. Die reich gegliederte Fassade bildet den heutigen, touristischen Mittelpunkt der Siedlung. → siehe auch: Schloss Marktbreit
An der Marktstraße ist mit dem Hotel und Gasthof „Zum goldenen Löwen“ und den beiden barocken Handelshäusern ein weiteres Ensemble zu finden. Der Fachwerkbau des Gasthauses, das eines der ältesten mit Beherbergungsrecht in Deutschland ist, stammt bereits aus dem 14. Jahrhundert, erfuhr aber im 18. Jahrhundert eine umfassende Erneuerung. Das sogenannte Wertheimerhaus mit seinem markanten Erkertürmchen entstand 1719 und korrespondiert mit dem ebenfalls mit einem solchen Turm ausgestatteten Haus zur Groe aus dem Jahr 1725. Beide Häuser schließen mit einem Mansarddach ab. → siehe auch: Haus Wertheimer, Haus zur Groe
Ähnlich wie im benachbarten Segnitz wurde insbesondere die Renaissance am Übergang von Mittelalter zu Früher Neuzeit vom Baumeister Hans Keesebrod geprägt. Er war an vielen Bauwerken beteiligt und baute am Schloss und am Rathaus mit, wie sein Steinmetzzeichen kündet. Keesebrod wirkte aber auch als Architekt für Privathäuser. So geht wahrscheinlich das zweigeschossige Satteldachhaus in der Schustergasse 20 auf ihn zurück. → siehe auch: Schustergasse 20 (Marktbreit)